# Tachymenoides harrisonfordi
Tachymenoides harrisonfordi — вид змій родини полозових (Colubridae). Описаний у 2023 році.

## Назва
Вид названо на честь американського актора Гаррісона Форда через роботу актора в міжнародній природоохоронній діяльності, а також через ненависть до змій, яку демонструє персонаж Індіани Джонса.

## Поширення
Ендемік Перу. Поширений у національному парку Отіші. Описаний з одного самця, зібраного у болоті Пантано-ла-Есперанса у луках пуни на висоті 3248 м над рівнем моря.

## Опис
Єдиний зразок завдовжки 407 мм. Спина блідо-жовтувато-коричнева з розсіяними чорними плямами, які утворюють паравертебральну смугу (шириною в одну луску) з кожного боку на задній половині тіла. Боки вентролатерально чорні (висота 2–3 луски), за якими в задній половині тіла йде бліда жовтувато-коричнева поздовжня смуга шириною в дві луски, обрамлена дорсолатерально чорною паравертебральною смугою. Горло та перші 60 мм черевної частини тіла блідо-жовтувато-коричневі з чорними плямами та вентролатеральною чорною смугою з кожного боку однакової довжини, решта черевної частини та хвоста повністю чорні. Голова має дорсально чорну смугу від задніх країв постокулярів, що тягнеться над зовнішніми краями ростральних відділів над лускою голови (2–3 луски в ширину) і звужується до 1 ширини луски в області шиї перед закінченням; збоку голова має чорні плями на надгубних кістках і чорну смугу, що тягнеться від постокулярів по діагоналі над тім'яними кістками над задньою надгубною кісткою до кута щелепи. Райдужка мідна з вертикальною зіницею.